# III. Eduárd 1346-os hadjárata
III. Eduárd 1346-os hadjárata a százéves háború egyik ütközetsorozata, chevauchée-ja volt, amely döntő angol győzelmeket hozott. A La Manche túlsó oldalára átkelő angolok súlyos vereséget mértek VI. Fülöp francia király seregére a crécyi csatában, majd III. Eduárd angol király megkezdte Calais egy éven át tartó kiéheztetését, amelynek a végén a város megadta magát.

## Előzmények

### Angol készülődés
1341-ben kitört a breton örökösödési háború, amely alkalmat adott arra, hogy III. Eduárd ismét csapatokat küldjön a Francia Királyság területére. A királynak gazdasági és stratégiai céljai egyaránt voltak a breton kikötők feletti ellenőrzés megszerzésével. Az angol kereskedőhajók ugyanis túl kicsik voltak ahhoz, hogy megkockáztassák az átkelést a viharos Vizcayai-öblön, amikor Bordeaux-ba vagy az Ibériai-félszigetre tartottak, ezért kénytelenek voltak a breton partok mellett haladni, ahol ki voltak téve a kalózok támadásainak.
A breton örökösödési háborúban a kisnemesek és a parasztság Montfort-i János, a gazdag polgárság pedig a francia király unokaöccse, Blois-i Károly herceg mellé állt. 1342 őszén az angolok János oldalán avatkoztak be a háborúba, amely az 1343. január 19-én megkötött malestroit-i békeszerződéssel ért véget. Eduárd visszatért Angliába, de erős helyőrségeket hagyott hátra a fontos városokban Thomas Dagworth felügyelete alatt. 1344 telén eredménytelenül ért véget az avignoni békekonferencia, és Eduárd úgy döntött, hogy három irányból, három kisebb sereggel támadja meg a franciákat. Fő célja az lehetett, hogy megerősítse pozícióit Gascogne-ban, illetve megszilárdítsa szövetségét a flamandokkal.
1345 tavaszán Grossmonti Henrik és Sir Hugh Hastings Gascogne északi részén elfoglalta Bergeracot és sok más várat, várost, köztük a saint-sardos-i háborúban elvesztett La Réole-t. Ez a vár nagyjából hatvan kilométerre esett Bordeaux-tól, és jó kiindulópontot jelentett az angoloknak Agenais grófság visszahódításához. Az angolok elmerészkedtek egészen északra, és rohammal bevették Angoulême-et. Ezzel egy időben Thomas Dagworth Bretagne-ban kezdett hadműveletet, és elfoglalt számos francia helyőrséget. Az angol uralkodó 1345. június 15-én felmondta a malestroit-i békeszerződést.

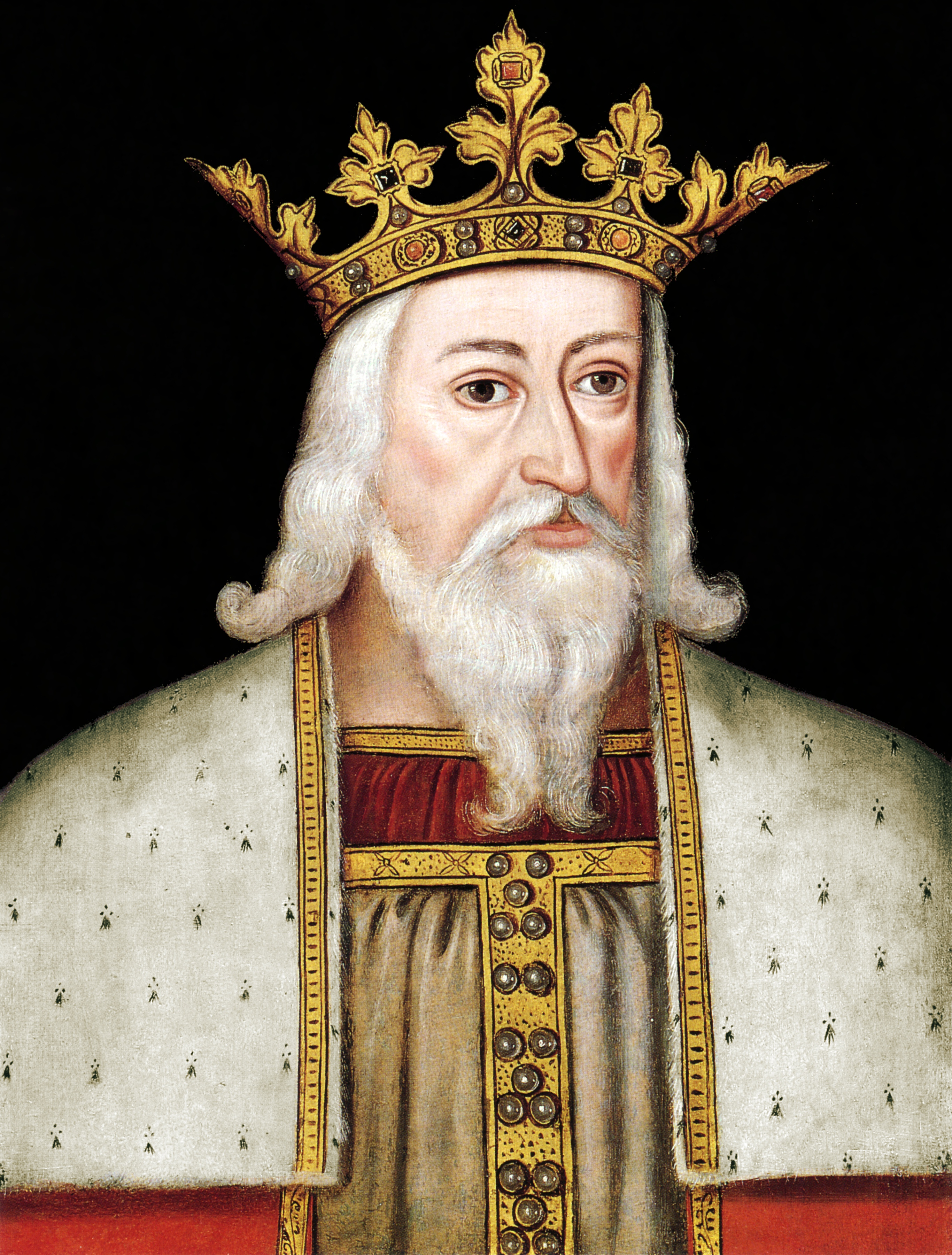
III. Eduárd ábrázolása a 16. század végén

1346 elején III. Eduárd angol király megkezdte a pénz gyűjtését tervezett franciaországi hadjáratára. Mivel a Bardi-bankház összeomlott a neki adott hitel miatt, külföldről nem számíthatott komolyabb tőkére, ezért alattvalóitól szándékozott összegyűjteni a szükséges összeget. Először az egyházat kényszerítette kölcsönre, így csaknem 15 ezer fontot gyűjtött össze. Ezután a városok következtek, de a hitelezés lassan ment, mert a településeket egyenként kellett „meggyőzni”. A király készpénzhitelt vett fel az erre a célra alakuló szindikátusoktól is, amelyeket John Wesenham fűszer-nagykereskedő, illetve két londoni kereskedő, Walter Chiriton és Thomas Swanland ellenőrzött.
Eduárd úgy tervezte, hogy 15-20 ezer emberrel kel át a tengeren. Ez a létszám jóval meghaladta az 1338-as seregét, amely a németalföldi akcióban vett részt, illetve a skótok ellen bevetett hadét. A hadifelszerelést már 1345 óta halmozták a raktárakban, és folyamatosan gyűjtötték a szükséges ellátmányt a part menti városokba. Eközben terjesztették a királyi propagandát a háború szükségességéről és elkerülhetetlenségéről. Az állandó készülődés egyfajta megszokássá vált Angliában, az emberek elfogadták a közelgő háborút.
Mindezek ellenére Eduárdnak nem sikerült annyi katonát összegyűjtenie, amennyit akart, és a kitűzött időpontokat sem tudta teljesíteni. A kihajózás március 1-jei dátumát május 1-jére változtatták. A katonák még a hajóknál is nehezebben gyűltek. A walesi íjászok és lándzsások, akiket a korábbinál nagyobb számban alkalmaztak, nem voltak hajlandóak elindulni, amíg ki nem fizették őket előre. Az új sorozási szabályok alapján behívott emberek jelentős részéről kiderült, hogy alkalmatlan a szolgálatra.
Márciusban és áprilisban felerősödött a skót fenyegetés. A király úgy döntött, hogy az északi grófságoknak korlátozott központi támogatással kell megvédeniük magukat. 1346. október 27-én a király megbízottja Yorkban közölte az uralkodó elképzeléseit és döntéseit az északi országrész mágnásaival. A francia flotta tevékenysége is aggodalomra adott okot, ezért a király kénytelen volt több ezer hadra fogható embert nélkülözni, akik feladata a part menti városok védelme volt. Eduárdnak így csak az áhított létszám felét sikerült összegyűjtenie, és hajója is csak éppen annyi volt, hogy áthajózza őket a La Manche túlsó oldalára.

### Francia fogadtatás

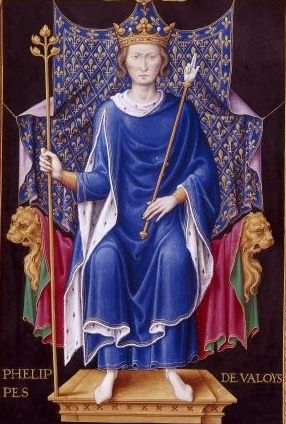
VI. Fülöp

A készülődés nem kerülte el a franciák figyelmét. Amit nem tudtak kideríteni, az a tervezett partraszállás helyszíne volt. Úgy számoltak, hogy Eduárd hada Bretagne-ban vagy Gascogne-ban köt ki, ahol már voltak helyőrségei. A francia had jelentős részét és legtapasztaltabb hadvezéreit ezért délen tartották, Bretagne védelmét pedig Blois-i Károlyra bízták. A herceg heves toborzásba fogott. Májusban VI. Fülöp további erősítést küldött neki János, normandiai herceg alakulatai terhére.
A király megkezdte a flotta és a zsoldosok toborzását is. Márciusban megindult a nagyobb kereskedelmi hajók besorozása és átalakítása. A tervek szerint a genovai gályák kísérői lettek volna. Az első genovai gályák azonban csak május 6-án futottak ki Nizzából, és július első hetében még csak a Tajo torkolatában horgonyoztak. A városállam számszeríjászai azonban már április-májusban kezdtek megérkezni Franciaországba.
Eközben rosszul alakultak a dolgok Bretagne-ban és Gascogne-ban is. A bretagne-i Tréguier-félszigeten a La Roche-Derrienből Richard Totesham vezetésével kicsapó angolok számos kisebb összecsapásban legyőzték a franciákat. Kifosztották például Lanniont. Az éjszakai rajtaütés hőse Geoffrey de Pont-Blanc francia lovag volt, aki egyedül védett haláláig egy keskeny utcácskát. Válaszul Károly herceg ellentámadásba lendült. Hadserege vazallusaiból, Bretagne északi és keleti arisztokratáiból, azok bérlőiből, fríz, burgundiai, savoyai és genovai zsoldosokból, valamint a Languedocból átvezényelt gyalogosokból állt.
A herceg azt tervezte, hogy csapatai megostromolják a három angol erősséget, Brest kikötővárost, La-Roche-Derrient és Lesnevent, majd megtisztítják a parti sávot az angoloktól. Az angolok hosszabb ideje nem kaptak komoly utánpótlást, és csak néhány száz katonára számíthattak. A hírek hallatára a szövetséges breton urak is kezdtek elpártolni tőlük. A haditerv azonban összeomlott, amikor 1346. július 9-én Thomas Dagworth nyolcvan lovagból és száz íjászból álló csapata súlyos vereséget mért a herceg seregére a saint-pol-de-léon-i csatában. Gascogne-ban Normandiai János megkezdte Aiguillon ostromát április 1-jén. A város stratégiai helyen, a Garonne és a Lot találkozásánál feküdt, ezért fontos lett volna a visszafoglalása az angoloktól.

## Átkelés

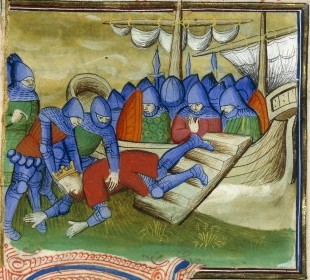
Eduárd elesik, amikor partra száll a Cotentin-félszigeten

1346. június 1-jén III. Eduárd megérkezett Porchesterbe. Serege a közelben gyülekezett már egy hónapja. A hajók a Portsmouthi-öbölben horgonyoztak, a katonák az öböl körül, valamint a Londonba és Winchesterbe vezető út mentén táboroztak. Az öbölben nagyjából 750 hajó gyűlt össze, köztük 200 tonnás koggék is voltak. A hadsereg 7-10 ezer emberből állt, a katonák több mint fele íjász volt; az átkelők teljes létszáma 15 ezer lehetett. A had nem Gascogne-ba készült, ahogy a király eredetileg tervezte, hanem Észak-Franciaországba. A döntés valószínűleg június 20-án született, amikor a király titkos találkozót tartott katonai tanácsadóival.
A király úgy döntött, hogy a Cotentin-félszigetet foglalja el a partra szálló sereg először, Normandia déli részén. Annak érdekében, hogy megossza a franciák figyelmét, Eduárd néhány tapasztalt katonát – Hugh Hastingst, John Montgomeryt, John Moleynst és John Mautraverst – Flandriába küldte 18 hajóval, néhány lovaggal és 250 íjásszal, hogy megnyerjék a flamandok támogatását. Hastings küldetését szándékosan nem titkolták, a király célpontját azonban még közvetlenül az indulás előtt is homály fedte. A hajóskapitányok lepecsételt parancsot kaptak, amelyet csak akkor bonthattak fel, ha a hajók szétszóródnak, addig az admirálisokat kellett követniük. A fontos kikötőket júliusban lezárták, hogy ne juthassanak be a francia kémek.
Azt nem tudni pontosan, hogy a franciák milyen információkkal rendelkeztek, de június utolsó tíz napjában hirtelen pánik alakult ki a kormányzatban az északi területek biztonsága miatt. A hónap vége felé átirányították az Aiguillont ostromló csapatok egy részét Normandiába. A francia hadi parancsnok Harfleurt tett meg főhadiszállásának, és Flandria grófját is oda irányították. Megkezdődött a déli csapatok átirányítása is, és a normandiai férfiakat besorozták. VI. Fülöp megpróbálta elérni, hogy a skótok támadják meg az angolokat. A skót csapatok el is kezdtek gyülekezni az angol határ mentén, de októberig nem támadtak.
1346. június 28-án a hajóhad megindult Normandia felé. Először nyugat felé, Yarmouthig hajóztak, ahol bevárták a lemaradókat. Ezután a szél megfordult, és a had visszafelé hajózott, és Portsmouth és Forland között gyűlt össze ismét. Ez kéthetes késést jelentett. Az időjárás július 11-én tette lehetővé, hogy a hajók meginduljanak egyenesen céljuk felé. Július 12-én a flotta lehorgonyzott Saint-Vaast-la-Hougue előtt. Az angolok nem ütköztek ellenállásba a partra szállás közben, hiszen a fő francia sereg a Szajnától északra állomásozott. Dél-Normandia parancsnoka Robert Bertrand volt, aki csak kevés katonával rendelkezett. Nehezítette a helyzetét, hogy három nappal az invázió előtt a La Hougue-i genovai számszeríjászok dezertáltak, mivel nem kapták meg a zsoldjukat.
Az angolok érkezésére a helyiek elmenekültek, a vidék harminc kilométeres sugarú körben kiürült, még La Hougue is elnéptelenedett. A parton tizenegy hajó hevert, közülük nyolc harcra átépítve. Az angolok felgyújtották őket. Robert Bertrand eközben harcra fogható embereket keresett, és nagyjából háromszázat sikerült is összegyűjtenie. Reggel megtámadták a hídfőt, de az angolok visszaverték őket, és Bertrand katonái közül sokan dezertáltak. A francia parancsnok alig harminc katonával Carentan felé menekült. Napközben Eduárd és kísérete is partra szállt. Az uralkodó utasítást adott ki, amelyben megtiltotta a harcképtelen franciák meggyilkolását, a templomok és szentélyek kirablását, a gyújtogatást. A parancsnak nem volt foganatja, július 13-án már La Hougue is lángokban állt.

## A hadjárat kezdete

Eduárd útvonala

Július 14-én az első angol alakulatok elérték Barfleurt, a környék legnagyobb kikötőjét, ahonnan három évszázaddal korábban Hódító Vilmos kihajózott. Csak néhány embert találtak ott, őket a váltságdíj reményében elfogták. A parton felfegyverzett hajók hevertek, azokat felégették. Erre a sorsra jutott a település is. Az ellenállás szervezetlen és gyenge volt, igaz, néhány helyi rárontott Warwick grófjára és embereire egy fogadóban.
A sereg öt napon át pihent a parton. Eduárd úgy döntött, hogy Rouen felé indulnak, és feldúlják Île-de-France-t és a Szajna völgyét. Seregét három részre osztotta. Az alig 16 éves Eduárd walesi herceg kapta az előőrs vezetését, őt Northampton és Warwick grófja segítette. A hátvédet Durham püspöke, Thomas Hatfield irányította. A centrumot a király vezette. A flotta kétszáz nagyobb hajója a part mentén kísérte az előrenyomulást, a többi visszatért Angliába. A hajók észak felé vitorláztak, és legénységük faluról falura haladva fosztogatta a partvidéket. A Cotentin-félsziget várai közül csak Cherbourg tartott ki, de a várost az angolok elpusztították.
A hadsereg július 18-án hagyta el a tábort és Valognes felé menetelt. A városban nem volt helyőrség, kapui nyitva álltak az angolok előtt, lakosai csak az életük megkímélését kérték a királytól. Az uralkodó ismét kihirdette a normandiaiak védelméről hozott utasításait, de a katonákat ez nem érdekelte, és felgyújtották a települést. Július 19-én Eduárd megérkezett Saint-Côme-du-Mont-hoz. A franciák lerombolták a Douve folyón átvezető hidat, de az angol utászok helyreállították, és a sereg átkelt a túlsó partra július 20-án. A település mögött hatalmas ingoványos terület feküdt, amelyen csak egy keskeny út vezetett Carentan felé. Az angolok ellenállás nélkül érték el a várost. A helyőrség két normann lovagja, akik titokban Geoffroy de Harcourt, az angolokkal együttműködő normann őrgróf emberei voltak, átadták Carentant Eduárdnak. Az uralkodó utasításának ellenére a katonák kifosztották és felgyújtották a települést.
A franciák úgy gondolták, hogy az angolok Bayeux felé fordulnak, de Eduárd a Saint-Lôba vezető keskeny utat választotta, keresztül a mocsáron. Bertrand Pont-Hébert-nél, hat kilométerre a várostól leromboltatta a hidat a Vire folyón, majd csapataival visszahúzódott Saint-Lôba. A franciák a város falait erősítették, de nem próbálták megzavarni az angol átkelést. Eduárd walesi herceg július 21-én ért Pont-Hébert-hez. Helyreállíttatta a hidat, és másnap átkelt a folyón. Bertrand ekkor meggondolta magát, és magára hagyta Saint-Lôt. Miközben csapataival Caen felé haladt, az angolok egyetlen nyíllövés nélkül vették be a várost. A főkapu felett még ott volt a koponyája annak a három normann lovagnak, akik Eduárd oldalán harcoltak 1343-ban a bretagne-i hadjáratban. Az angolok kifosztották a gazdag kereskedővárost, és nagy mennyiségű élelmiszerre, ruhára, pénzre, valamint több száz hordó borra tettek szert. A gazdag polgárok életét megkímélték, hogy később váltságdíjat kapjanak értük, a szegényeket leölték.

## Caen pusztulása

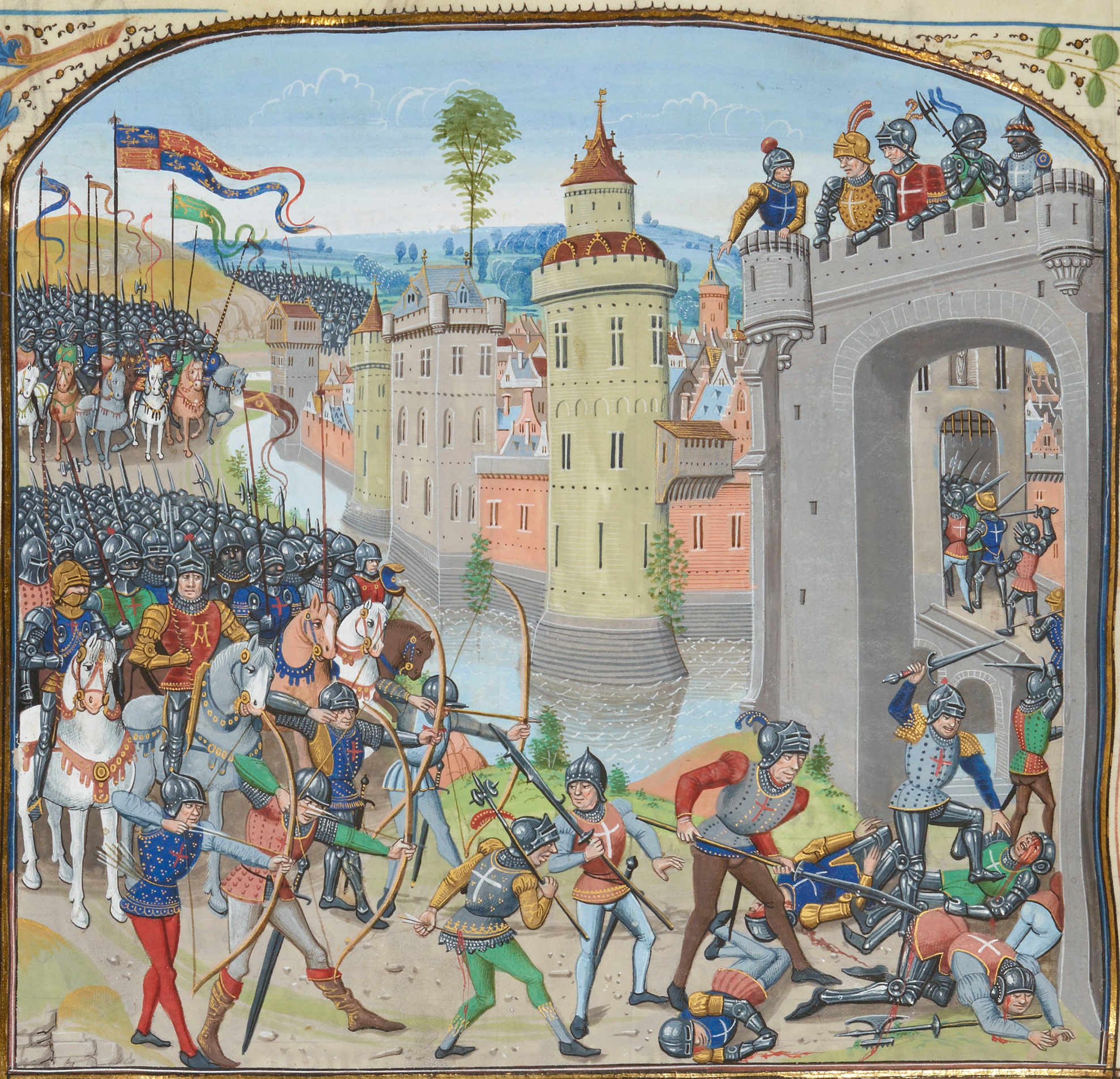
Roham Caennál

VI. Fülöpnek nem állt rendelkezésére akkora haderő, hogy nyílt csatára kényszerítse és megverje az angolokat, helyőrségei túlságosan szétszórtak voltak ehhez. Normandiai János serege még mindig délen volt, és Aiguillont próbálta bevenni. A francia erőfeszítések mindössze arra korlátozódtak a nyár közepén, hogy lassítsák a támadók előrehaladását mindaddig, amíg sikerül egy kellően nagy sereget felállítani. A terv az volt, hogy Caennál, a Rouentól nyugatra eső legnagyobb, fallal védett városnál tartóztatják fel az angolokat, ezért a térség szinte minden alakulatát oda csoportosítottak át. Bertrand csak néhány várban hagyott embert, hogy lefoglalják az angolokat. A vidékről mindenki elmenekült, aki tudott, a többieket az angolok legyilkolták.
Az angolok ellenállás nélkül haladtak Caen felé, amely nagyjából hatvan kilométerre volt Saint-Lôtól. Útjuk az egyik leggazdagabb francia területen vezetett, és az angolok csaknem húsz kilométeres sávban kifosztották és felgyújtották a vidéket. Ugyanezt csinálták az angol hajók Cherbourg-tól az Orne folyó torkolatáig hét kilométer mélységben. A rablás mellett a francia flotta megsemmisítése volt a fő cél. Az angolok száznál több hajót gyújtottak fel, közülük 61-et már átalakítottak hadi célra a franciák. Az angolok annyi zsákmányt gyűjtöttek, hogy némely hajójuknak vissza kellett fordulnia Angliába, mert többet már nem bírt el.
1346. július 25-én az angol szárazföldi sereg Caentól 15 kilométerre, Fontenay-le-Pesnelnél táborozott le. Eduárd követet küldött a városba, azzal a felszólítással, hogy adják meg magukat. Ígéretet tett arra, hogy megkíméli a lakók életét, javait és otthonait. A helyőrség tanácsa visszautasított a megadást. Bayeux püspöke széttépte a levelet, és börtönbe vetette az azt kézbesítő szerzetest. Másnap az angolok megrohanták Caent, és a város alig néhány óra alatt elesett. A támadók a gazdag polgárok életét megkímélték, de a többi franciát legyilkolták. Az angol sereg július 31-én bontott tábort Caennál, és lassan Rouen felé haladt. Eduárd csak egy kisebb egységet hagyott hátra, hogy folytassa a vár ostromát.

## Flamand és skót fenyegetés

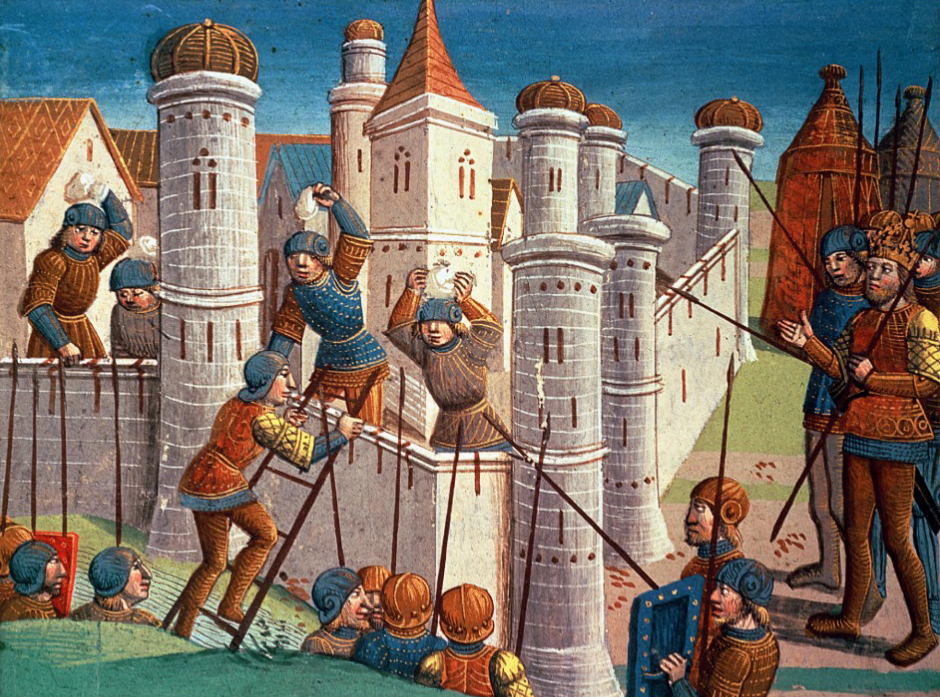
Város ostroma egy középkori miniatúrán

Július 21. környékén Hastings és emberei megérkeztek Flandriába. Mivel a francia kormány tudott küldetésükről, kémeket küldött a parti városokba, így azonnal értesült az angolok partraszállásáról. A közelben állomásozó francia csapatok parancsot kaptak a gyülekezésre Amiens-nél, hogy a Somme-nál feltartóztassák a flamandokat és az angolokat. A sereg maradéka Rouenban maradt. VI. Fülöp Saint-Denis-be utazott, majd csapataival lassú előrenyomulásba kezdett a Szajna völgyében. A francia sereg napról napra erősödött, ahogy az angolok elől menekülő katonák csatlakoztak hozzá. Fülöp ismét levelet küldött II. Dávid skót királynak, és arra sürgette, hogy támadja meg a „védtelen” Észak-Angliát, ezzel rákényszerítve Eduárdot a hazatérésre. Ígéretet tett arra, hogy ha ez megtörténik, csapataival partra száll Angliában.
Az angol–skót határon valóban alig voltak hadra fogható angol csapatok. Az északi terület urai és a kormány képviselői július 17-én borús hangulatú tanácskozást tartottak, amelyen elhangzott, hogy a pénzhiány miatt fogyatkozó, amúgy is alacsony létszámú csapatok valószínűleg nem lesznek képesek megállítani egy nagyobb skót inváziót. A skótok június vége óta gyülekeztek, és júliusban megkezdték a Cumberland elleni akciókat, de egy nagyobb hadjáratra még nem álltak készen. Júliusban az angoloknak sikerült a betörő, fosztogató skótokat visszaverni, és a felek szeptember 29-éig tartó békét kötöttek.
A partraszállás sikere, a Francia Királyságból Angliába áramló zsákmány és foglyok jelentősen megváltoztatták az emberek hozzáállását a háborúhoz. A király levélben szólította fel az érsekeket Caen eleste után, hogy szervezzenek imákat és körmeneteket, és így hirdessék az angol csapatok sikereit. A caeni városháza iratai között Eduárd tisztviselői rábukkantak egy VI. Fülöp és a normandiai közösségek között 1338-ban kötött szerződés másolatára, amely az Anglia ellen tervezett invázió részleteit taglalta. Ezt az iratot Angliába küldték, majd felolvasták a templomokban, azt bizonygatva, hogy a király Anglia biztonságáért harcol a csatorna túlpartján.
VI. Fülöp július 29-én általános mozgósítást rendelt el, és Rouenba hívott minden fegyverforgatásra alkalmas embert. A városban már sok katona gyűlt össze, de szervezetlenek voltak, ellátásuk pedig rossz volt. Néhány nap múlva megérkeztek a genovaiak, akiknek a tengeren nem látták hasznukat, így a szárazföldi erőkbe sorolták be őket. A királyi sereg más egységei északon, Flandriában, Párizs és Amiens körül gyülekeztek. A király először a Szajnától délre akart megütközni az angolokkal, és július 31-én ért Rouenba, majd másnap átkelt a folyón, és lassan nyugat felé tartott.
Augusztus 2-án a Hastingsszel érkezett angol íjászokból és lovagokból, a gazdag flamand városok által fizetett számszeríjászokból, valamint a fegyelmezetlen flamand gyalogosokból álló sereg megindult a Francia Királyság ellen. A sereg névleges parancsnoka Flandriai Henrik volt, aki azonban igazából Gent foglya volt. A sereget ténylegesen Hugh Hastings vezette. A határt a Lys folyó hídján akarta átlépni Estaires-nél, de az átkelőt elszántan védték a franciák. A tapasztalatlan flamandok megpróbáltak átjutni a hídon, de a súlyos véráldozat miatt Hastings visszavonulót fújt, és a folyó mentén haladt tovább. Augusztus 10-én a had betört a Francia Királyság területére.
VI. Fülöp Vernonban volt, amikor megkapta a hírt a flamandok támadásról. Augusztus 3-án vagy 4-én megváltoztatta haditervét, és visszafordult Rouen felé, lerombolva maga mögött a Szajna hídját. Úgy döntött, hogy a folyó túlsó partján tartja az ellenséget, az ott élő lakosságot sorsára hagyta. Az emberek visszahúzódtak a védett városokba, és megpróbáltak felkészülni az angolok érkezésére. Pont-l’Évêque-ben kiengedték a rabokat a börtönből, hogy legyen elég ember a falakra.

## Angol előrehaladás
Az angolok 1346. augusztus 7-én elérték a Szajnát Elbeufnél. VI. Fülöp magas rangú papokat küldött Eduárdhoz, hogy békeajánlatot tegyen. Az uralkodó Ponthieu és Aquitaine visszaadását ígérte, de Eduárdnak vállalnia kellett volna a vazallusságot. Fülöp javaslatot tett a két uralkodóház házassággal történő összekapcsolására is. Eduárdot nem érdekelte az ajánlat, még csak válaszra sem méltatta Fülöpöt. A francia uralkodó ezután úgy döntött, hogy a Szajna partján állítja meg az angolokat. Az Amiens-nél gyülekező csapatokat délre vezényelték, Flandria védelmét pedig néhány kisebb alakulatra bízták. Normandiai János utasítást kapott arra, hogy hagyjon fel Aiguillon ostromával, és induljon északra.

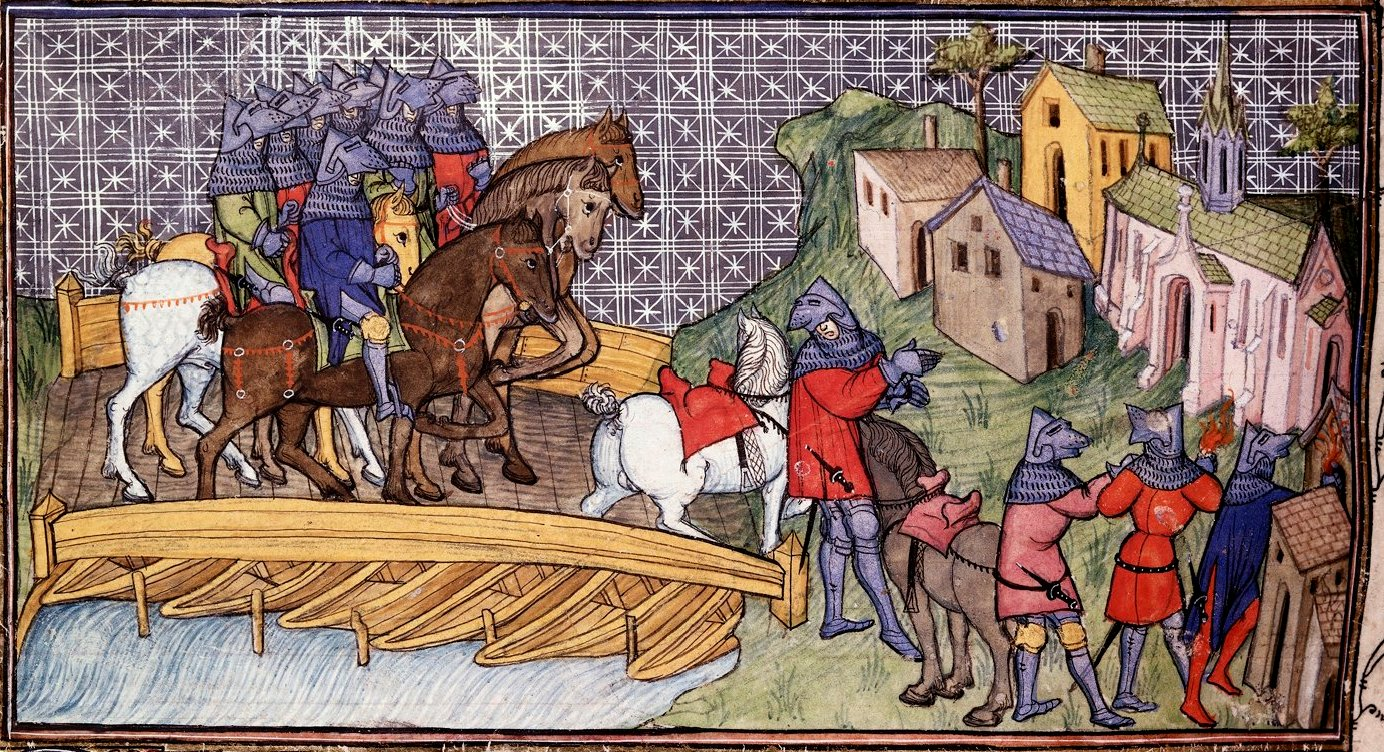
Az angolok átkelnek a Szajnán

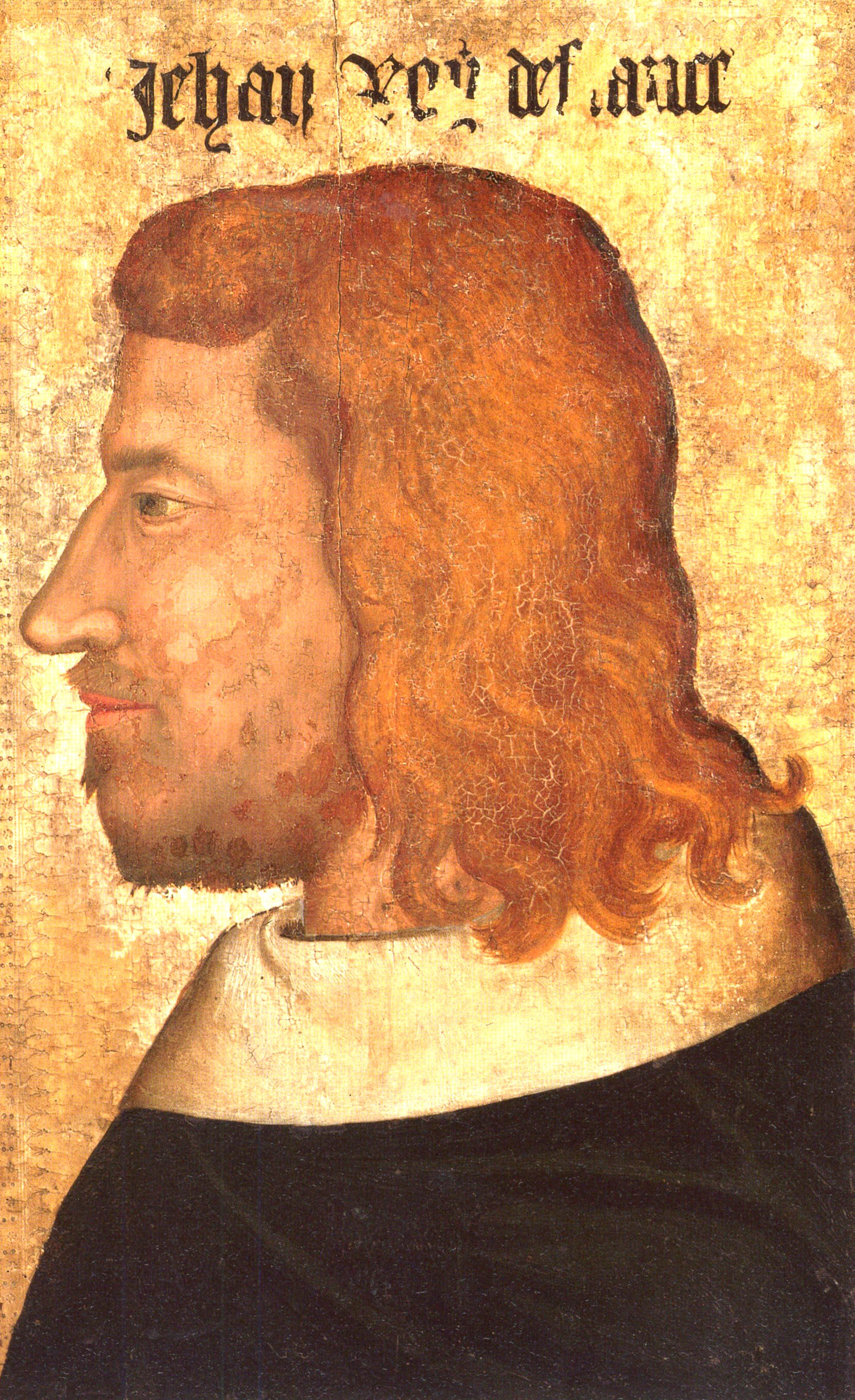
János, normandiai herceg

A Szajnán négy fontos híd volt Rouen és Párizs körzetében, Pont-de-l’Arche-nál, Vernonnál, Mantes-nál és Meulannál. Az utóbbi kivételével valamennyi települést fal vette körül. Az angolok a hozzájuk legközelebb eső Pont-de-l’Arche ellen vonultak, de a védők feltartották őket, amíg a fő erő meg nem érkezett Rouenból. Az angolok ezért továbbvonultak, a franciák pedig árnyékként követték őket a másik parton. Az angolok felégették a gazdag textilvárost, Louviers-t, és a folyótól számítva harminc kilométeres sávon belül mindent elpusztítottak és kifosztottak. Lerohanták a Vernonhoz közeli Longueville várát, és a védőket legyilkolták, de a jól védett várost nem támadták meg. Mantes-nál több ezer francia katona várta őket a falak előtt, ezért továbbhaladtak.
Augusztus 11-én az angolok megközelítették Meulant. A franciák a híd északi részét lerombolták, a délit pedig egy erős barbakán védte, amelyet az angolok megpróbáltak szervezetlen rohammal bevenni, de nem sikerült nekik. Az angolok egyetlen kézzelfogható eredményét Sir Robert Ferres és maroknyi kísérője érte el, akik áteveztek a túlpartra, megközelítették La Roche-Guyon várát, amelynek parancsnoka azonnal megadta magát. Ferrers viszont nem tudta volna megtartani az erődöt, így visszatért a Szajna másik partjára.
Eduárd augusztus 12-én harminc kilométerre megközelítette Párizst. A fővárosban óriási volt az izgalom, az emberek barikádokat építettek az utcasarkokon, a falakon kívüli elővárosok teljes kerületeit pedig a földdel tették egyenlővé. A francia hadsereg nyolcezer lovagból, hatezer genovai zsoldosból és nagy létszámú gyalogságból állt. A hadsereg elhelyezése komoly gondot okozott, ugyanis a Szajna öt nagy kanyarulata miatt csak széttagolva tudták volna védeni a Párizsba vezető hidakat. Fülöp úgy döntött, hogy leromboltatja a poissyi átkelőt, és kiüríttette a települést. Serege a folyó jobb partján, a saint-cloud-i hídnál vert tábort.
Augusztus 13-án az angolok ellenállás nélkül elfoglalták Poissyt és Saint-Germain-en-Laye-t, majd megkezdték a híd újjáépítését. Fülöp katonákat küldött a helyszínre, de mire azok odaértek, az angol utászok már áthidalták a rést egy húszméteres fával, és néhány tucatnyian már az északi oldalon voltak. A parton összecsapás bontakozott ki, amelyben a képzetlen francia gyalogosok súlyos vereséget szenvedtek. Másnapra készen állt a híd ideiglenes fa kiegészítése. Fülöp ezután leromboltatta a saint-cloud-i hidat is, serege pedig visszavonult északra, Párizs és Saint-Denis közé. A folyó bal partján lakó párizsiak a város másik felébe menekültek.
Fülöp augusztus 14-én nyílt csatára hívta Eduárdot. Pontosan nem tudni, hogy a király milyen választ adott, de a francia hadmozdulatokból az következik, hogy Fülöp bízott az összecsapásban. Másnap a teljes francia had a város déli fala elé vonult, ahol szemlét tartottak, és csatarendbe álltak, majd a király által az ütközetre választott területre vonultak.
Ugyanezen a napon a flamand-angol csapatok megérkeztek Béthune elé, és megkezdték a város ostromát, valamint a körülötte fekvő terület kifosztását. Szintén ezen a napon Lancasterhez küldöttség érkezett János normandiai hercegtől a gascogne-i Bergeracba. János, mivel kénytelen volt engedelmeskedni apja sürgetésének, hogy induljon északra, mérsékelni akarta kudarcát, és azt ajánlotta, hogy felfüggeszti Aiguillon ostromát, ha Lancaster hajlandó helyi békét kötni vele. Az angol herceg azonban tisztában volt az északi helyzettel, és visszautasította az ajánlatot. János augusztus 20-án felhagyta az ostromot, és seregével megindult észak felé. A franciáknak még a tábort sem sikerült kiüríteniük, olyan hirtelen adta ki a parancsot a herceg, így az angolok könnyű zsákmányhoz jutottak.

## Útban Crécy felé

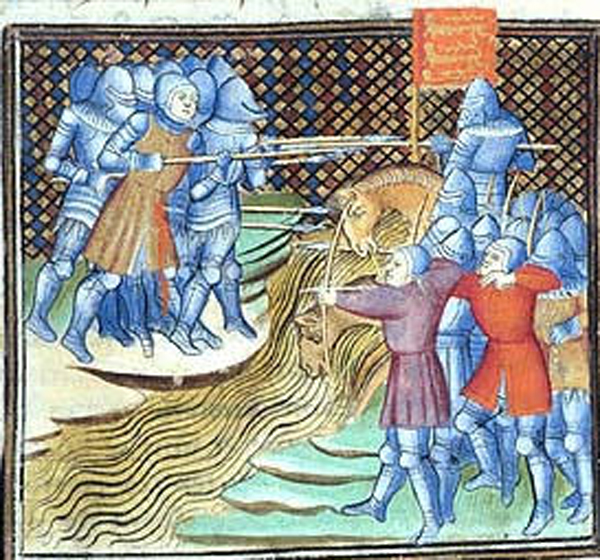
Csata Blanchetaque-nál

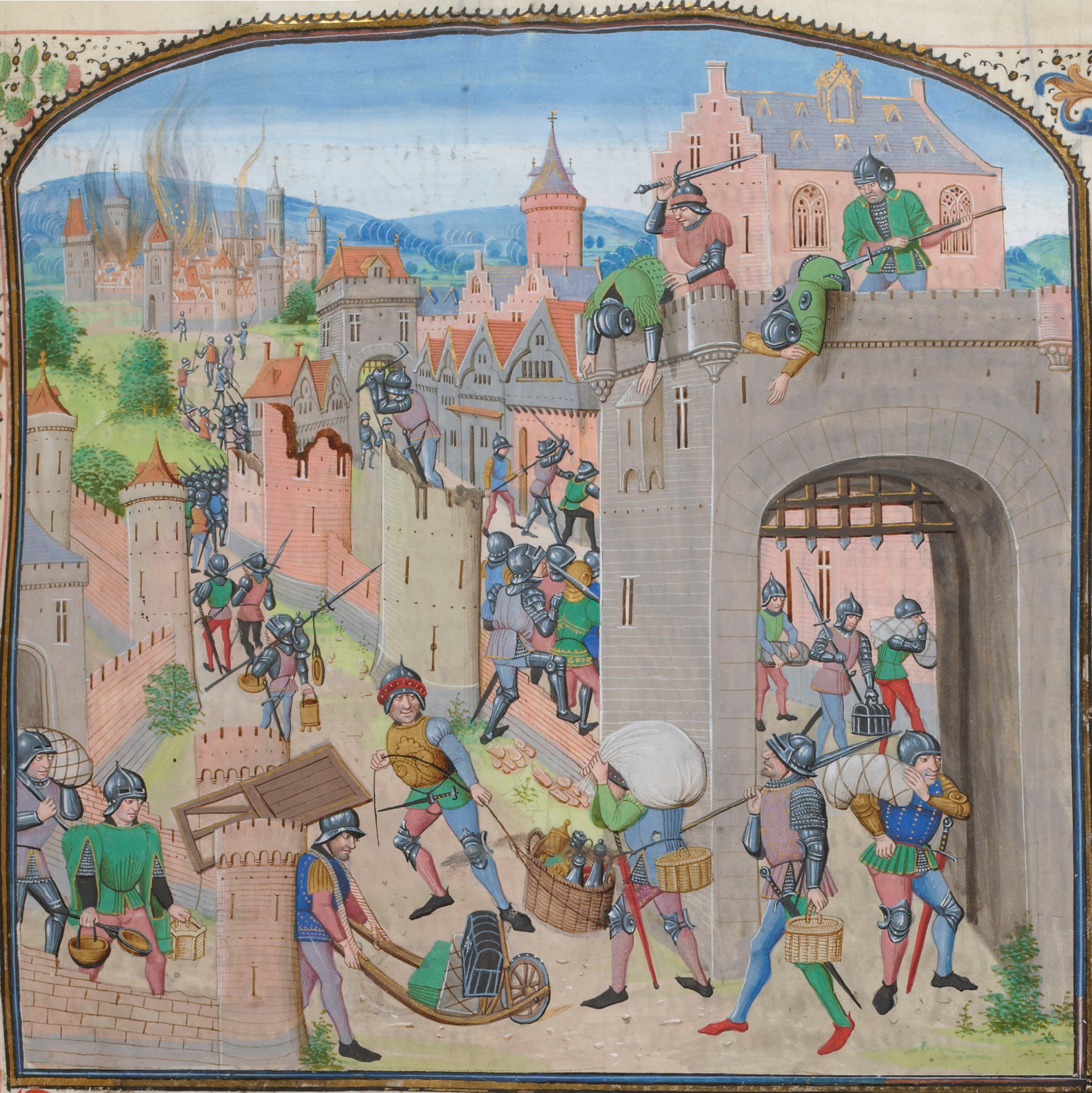
Város kifosztása

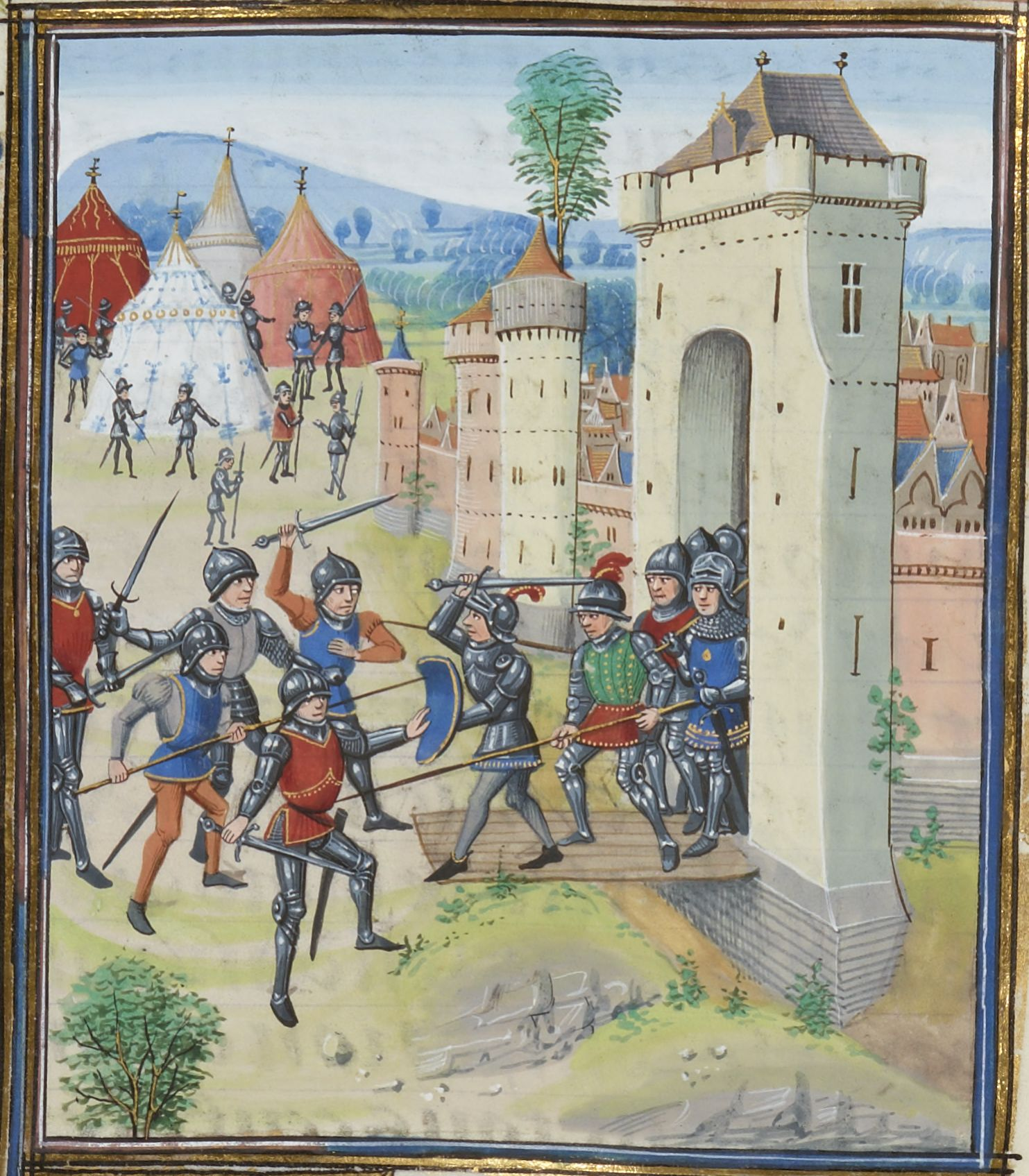
Ostrom korabeli ábrázolása

Eduárd nem akarta vállalni a nyílt ütközetet a nagyobb francia sereggel, ezért augusztus 15-én felgyújtotta Poissyt, ismét lerombolta a hidat, és észak felé vonult. Amikor kellő távolságba ért a franciáktól, hivatalosan is megválaszolta Fülöp felszólítását. Azt írta neki, hogy a franciáknak három nap állt rendelkezésükre a csatára, de nem tettek semmit, így ő tovább menetel seregével, hogy segítséget vigyen szövetségeseinek. Eduárd arról is biztosította a francia királyt, hogy bármikor kész megütközni vele.
Fülöp, amikor megtudta, hogy az angolok gyorsan távolodnak, seregével ismét átvágott Párizson, és erőltetett menetben utánuk indult. Az angolok a Somme felé haladtak, amely a fő természeti akadály volt az angol sereg és a flamand határ között. A folyónál már gyülekezett egy francia had, de az valószínűleg kisebb volt, mint az angol. Eduárd tudta, hogy elsőnek kell elérnie a folyót, ezért hátrahagyott a csomagokból amennyit csak lehetett, és a gyalogosait a zsákmányolt lovakra ültette. Fülöp serege azonban gyorsabban haladt, mivel nem vitt magával ellátmányt. Az angolok menet közben folytatták a szokásos fosztogatásokat, a walesi herceg katonái például egy teljes napot fecséreltek el a jelentéktelen Vessencourt bevételére. A sereg megállt Poix-en-Beauvaisis ostromára is, és augusztus 18-án a franciák megelőzték őket. Fülöp elővédje augusztus 20-án megérkezett a Somme-hoz, másnap pedig a János cseh király vezette hátvéd is befutott. Az angolok ekkor még csaknem negyven kilométerrel messzebb voltak. Előrehaladásukat nehezítették a helyiek is, akik kisebb csapatokba álltak össze, és le-lecsaptak az angol fosztogatókra. Ez volt az első komolyabb lakossági ellenállás, amellyel Eduárd találkozott partra szállása óta.
Augusztus 21-én Eduárd Airaines-ban táborozott le. Kisebb alakulatokat küldött ki, hogy felmérjék a franciák erejét a Somme-nál. Az angolok úgy találták, hogy sehol nem tudnak átkelni a folyón. A franciák csak két hidat nem romboltak le, az amiens-it és az abbeville-it, de mindkettőt fallal körbevett város őrizte. Azokat a helyeket, ahol átgázolhattak volna, erős francia csapatok védték. Augusztus 22-én Warwick grófja megpróbált átkelni a folyón Hangestnél, de visszaverték. Eduárd a folyó mentén haladt, és Pont-Rémynél talált is egy hidat, de azt a cseh király és egykori szövetségese, János hainaut-i gróf védte. Warwick itt súlyos veszteséget szenvedett, amikor megpróbálta elfoglalni az átkelőt.
Fontaine-sur-Somme-nál az angolok az ingoványon átvezető ösvényeken közelítették meg a long-i hidat, de ott is visszaverték őket. Longprénél ugyanez történt. III. Eduárd saját földjén járt, de csapdába esett két folyó között, miközben a fő francia had tőle keletre követte. Az angol katonák belefáradtak a hosszú menetelésbe, és kezdtek teljesen kifogyni az élelmiszerből. Augusztus 23-án a francia had megindult az angolok felé a Somme déli partja mentén. Az angol király nem akart csatázni, ezért sietősen elhagyta Airaines-t, és a tenger felé tört.
Eduárd augusztus 23-án elérte Oisemont-t, amelynek kapui előtt felsorakoztak a környék fegyverforgató férfiai, hogy megállítsák az angol hadat. Egy lovasroham azonban elég volt ahhoz, hogy szétugrassza őket. Az angolok ezután lemészárolták azokat, akiket tudtak, kirabolták, majd felgyújtották a várost. A sereg ezután észak felé fordult, és a Somme torkolatához tartott. Éjszaka elérték Acheux-t, amely csak kilenc kilométerre volt a folyótól. A franciák, tartva a távolságot, követték őket. Fülöp Abbeville-ben rendezte be főhadiszállását.
Augusztus 24-én, kevéssel éjfél után az angolok tábort bontottak, és a Blanchetaque-gázlóhoz vonultak. A túlsó parton Godemar de Fay parancsnoksága alatt ötszáz lovag és háromezer gyalogos várta őket. A dagály miatt a víz túl magas volt az átkeléshez, ezért az angolok kénytelenek voltak reggelig várni. Reggel 8 óra felé száz lovag és nagyjából ugyanennyi íjász elindult a másik part felé. A csapatot Northampton és Sir Reginald Cobham vezette. Az íjászok, amint lőtávolba kerültek, nyílzáporral árasztották el a franciákat, és ennek fedezetében a lovagok átverekedték magukat a túlpartra, és sikerült egy hídfőt kialakítaniuk. A francia hadrend megbomlott, és a katonák menekülni kezdtek. Másfél óra alatt a teljes angol sereg átkelt a Somme-on. Mire Fülöp elérte a gázlót, a dagály ismét lehetetlenné tette használatát.
Ugyanezen a napon Eduárd szövetségesei, a flamandok váratlanul abbahagyták Béthune ostromát, tábort bontottak és elvonultak. Eduárd értesült erről Hugh Hastingstől. Az angolok kimerültek, készleteik elfogytak, így kénytelenek voltak megállni. A katonák egy része, Hugh Despenser parancsnoksága alatt fosztogató útra indultak. Kifosztották Noyelles-sur-Mert és felgyújtották Le Crotoy-t. Sok zsákmányt szereztek, de a tengerparton még nem voltak ott az angol hajók, amelyeket vártak. Augusztus 26-án a francia sereg elhagyta Abbeville-t, és az Hesdin felé vezető úton észak felé menetelt, hogy elvágja az angolok útját. Fülöp felderítői jelentették, hogy az angolok átkeltek a Maye folyón, és Crécy közelében megálltak. Újabb kémeket küldtek ki, akik azt tapasztalták, hogy az angolok hadrendben állnak Crécy és Wadicourt között. A franciák sebtében haditanácsot tartottak. Vita alakult ki arról, hogy verjenek-e tábort vagy támadjanak azonnal. A király ez utóbbi állásponton volt, így a sereg megindult az angolok felé, és hamarosan megkezdődött a crécyi csata.

## Eduárd végső diadala

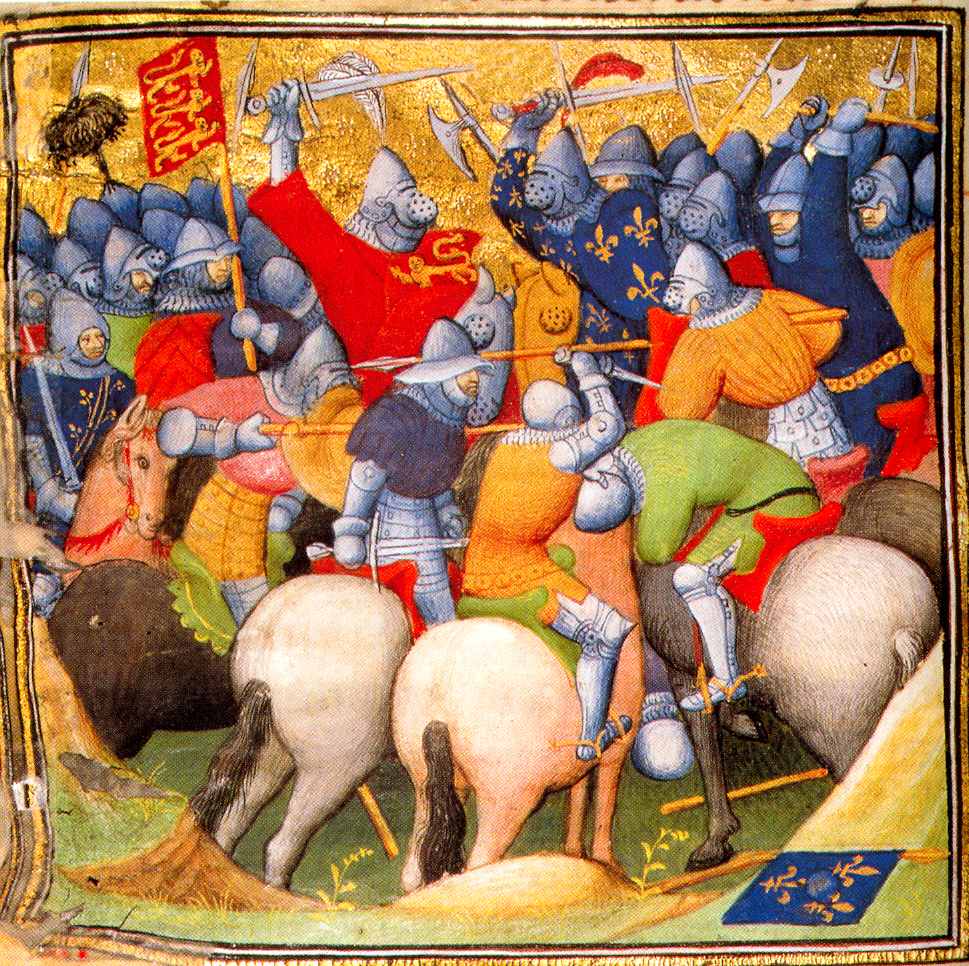
A crécyi csata korabeli ábrázolása

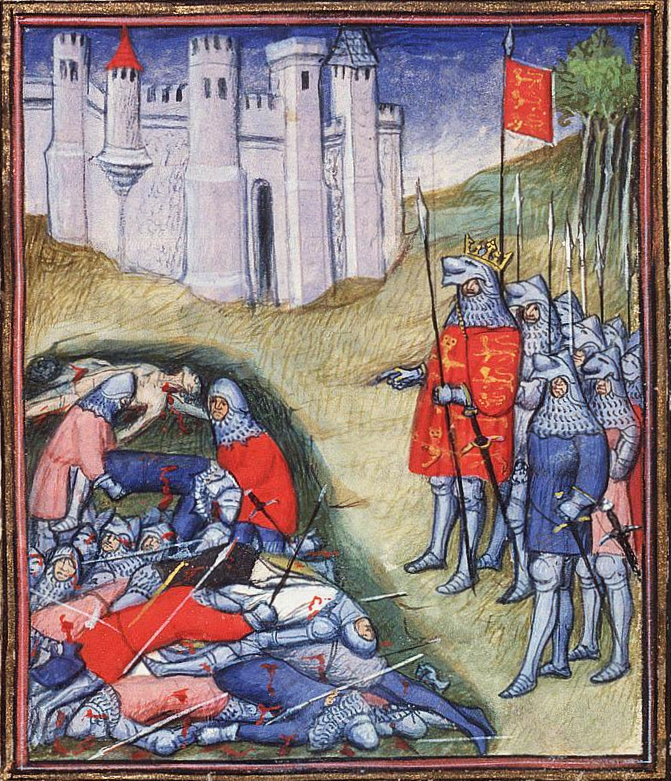
III. Eduárd a holtakat számolja Crécynél

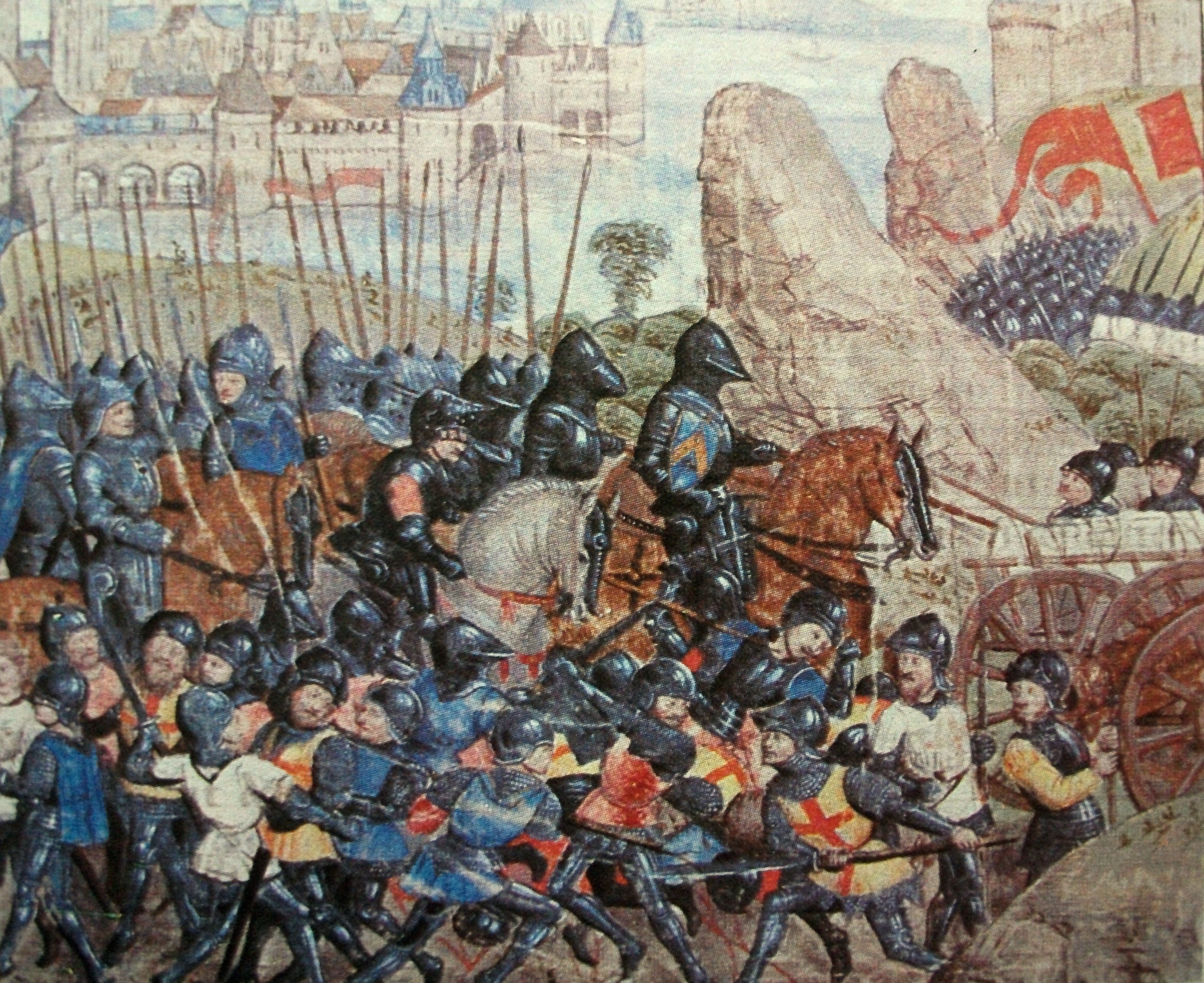
Calais ostromának korabeli ábrázolása

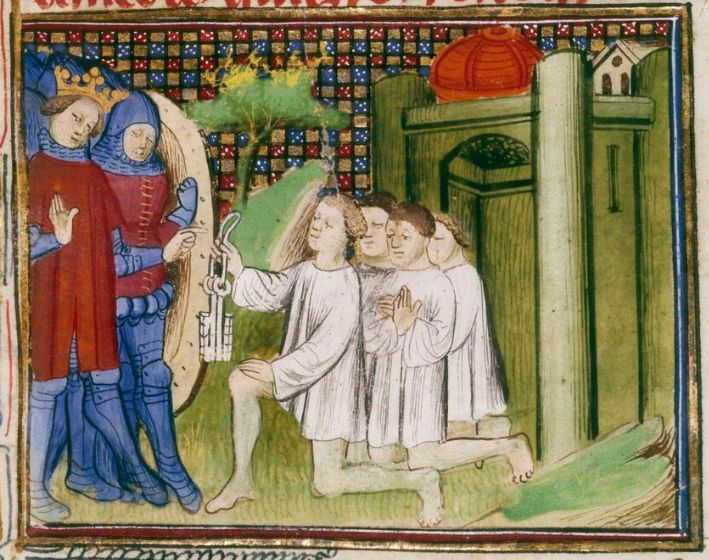
Az életükért könyörgő calais-i polgárok a város kulcsaival

Mindkét sereg három csatasorba rendeződött. Az angolok gyalogosan várakoztak, a sorok két oldalán az íjászokkal. A franciák első sora genovai számszeríjászokból állt, őket két lovas seregtest követte, a széleken a gyalogosokkal. A franciák létszámbeli fölényben voltak, emiatt nagy önbizalommal indultak az angolok felé. Az angol íjászok, jóval nagyobb hatótávolságuknak köszönhetően, vérfürdőt rendeztek a számszeríjászok között. A genovaiak meginogtak, és menekülni kezdtek.
A francia nemesek, akik a második sorban lovagoltak, nem tudták, mi történik elöl, és azt hitték, hogy a genovaiak elárulták őket, ezért rohamot indítottak, legázolva saját zsoldosaikat. A nyílzápor őket is megtizedelte. Akik elérték az angol vonalakat, heves kézitusába bonyolódtak. A franciák újra és újra megpróbálták áttörni az angol sorokat, de mindannyiszor fennakadtak. Az angolok végül lóra ültek, és lerohanták a maradék francia csapatokat. A franciák rettentő veszteséget szenvedtek, 1542 nagyúr maradt holtan a csatamezőn.
A franciák, ahogy tették a sluysi csata után, a külföldiekben találták meg a vereség kiváltóit. VI. Fülöp utasítást adott a genovaiak legyilkolására. A parancsot később visszavonta, de addigra sok zsoldosát felkoncolták. Eduárd augusztus 28–29-ét Maintenay közelében töltötte, majd másnap továbbvonult északra, megsemmisítve mindent, ami az útjába került. Hesdinben, Montreuil-ben és Boulogne-ban helyőrséget hagyott hátra. „Átszeltük ellenségünk királyságát, felgyújtottunk és leromboltunk sok várat, majorságot és várost, megöltünk sok ellenséget” – írta Eduárd Angliába küldött levelében.
A crécyi csata ugyan politikai katasztrófa volt a franciáknak, de területveszteséggel nem járt, hiszen az angoloknak nem volt elég emberük az elfoglalt vidékek megszállására. Eduárd elvonulása után a franciák mindenhova visszatértek, Caen helyőrségét a citadellából kitörő csapatok gyilkolták le, Carentannál pedig a helyiek alkalmi csapata lepte meg az angolokat, majd küldte fogolyként Párizsba, ahol kivégezték őket. Eduárd úgy döntött, nem tér haza. Szüksége volt egy normandiai kikötőre, amely közel van Angliához, ezért Calais ellen vonult. Szeptember 4-én megkezdte a város ostromát.
A francia kormány és az egyház újabb adókat vetett ki, és 1347 januárjában folytatódott az állami pénzrontás. A francia adminisztráció szétesett, külön tárgyalásokat folytatott a megyékkel, nagyobb városokkal a kivetendő adókról, a katonai szerepvállalásról. A csatatértől távol eső városok egyáltalán nem akartak fizetni, a közeliek pedig inkább saját falaikat erősítették meg. A nemesség eladósodott, sokuk nem engedhette meg magának, hogy ismét hadba vonuljon, sokuk pedig nem látta értelmét.
1347. március 18-án Fülöp hadba hívta a királyságot. Abban bízott, hogy serege április végére feláll, és májusban felszabadítja Calais-t. A sorozás azonban lassan haladt. Március 3-án a Eduárd megbízottai közölték az angol főnemesekkel és egyházi vezetőkkel, hogy a királynak azonnal pénzre van szüksége a háború folytatásához. Az uralkodó megkapta a kért forrást.
Calais-nál májusában a védők és a támadók is a francia felmentő sereg felbukkanására vártak, de Fülöp katonái nem jöttek. 1347. június 25-én Jean de Vienne, a város parancsnoka levelet írt Fülöpnek, amelyben arról tájékoztatta, hogy már alig van mit enniük a védőknek. Közölte, arra az álláspontra jutottak, hogy megadás helyett inkább kirontanak a várból, és addig harcolnak, amíg el nem esnek. „Ez az utolsó levél tőlem, ha nem sikerül más megoldást találni; a város el fog esni velünk együtt” - írta de Vienne. A levelet az angolok elfogták. Miután Eduárd elolvasta, lezáratta, rányomta saját pecsétjét, és így küldette tovább a francia királynak.
Ezután a védők kikergették a városból azokat, akik nem tudtak harcolni, hogy ne fogyasszák a szűkös készleteket. Júliusban ötszáz nő, gyerek, beteg hagyta el a várost, de Eduárd nem engedte elmenni őket, így többségük a várfalak tövében halt éhen. Eduárdnak ekkor már 5300 lovagja, 6600 gyalogosa és 20 ezer íjásza volt Calais körül. Az embereket, lovakat, felszerelést és ellátmányt 699 bárka szállította folyamatosan 83 angol kikötőből. Eduárd seregét a flamandok 20 ezer emberrel támogatták, akik a tengerparton gyülekeztek, az Aa folyó torkolatától északra.
1347. július 17-én a francia had elindult Hesdinből. Az angolok visszahívták a Pikárdiában fosztogató Lancastert, a flamandok pedig átlépték az Aa folyót, és az angol tábor felé tartottak. A francia sereg július 27-én érkezett meg. A franciák felderítették az angol állásokat, és hamar nyilvánvalóvá vált, hogy nem tudják felszabadítani Calais-t. Az angol sereg nagyobb volt a franciánál, és a terepadottságot kihasználva, megerősített állásokban várakoztak. Ennek ellenére a helyszínen maradtak, és a következő időszakban a két sereg katonái több kisebb összecsapásban vettek részt. Július 31-én Fülöp nyílt csatát ajánlott kiválasztott lovagok között, de Eduárd ezt sem fogadta el.
Augusztus 1-jén Calais védői fáklyákkal jelezték uralkodójuknak, hogy feladják a várost, mert nem tudják tovább tartani. A francia hadsereg felgyújtotta táborát, majd éjszaka elindult Párizs felé. Augusztus 3-án a város megadta magát. Az angolok bevonultak a városba, a lakókat elkergették, majd a király is megérkezett. A francia helyőrség tagjai közül az értékesebb foglyokat Angliába küldték, majd váltságdíjat kértek értük. Calais-t később angol kereskedőkkel telepítették be, és 1558-ig angol kézben maradt. VI. Kelemen pápa közbenjárására a franciák és az angolok 1347 szeptemberében ismét békét kötöttek, és Eduárd súlyos vereséget mért a skótokra is a Neville’s Cross-i csatában.